# La Casa Nova de la Coma
La Casa Nova de la Coma és una masia situada en el terme municipal de Moià, a la comarca catalana del Moianès. Està situada a prop de l'extrem meridional del terme, a llevant de la carretera C-59, a llevant de la Coma de Sant Jaume, al nord-est de la Fàbrega i al sud-oest de la Casa Nova del Prat.